# RENO-Pläne

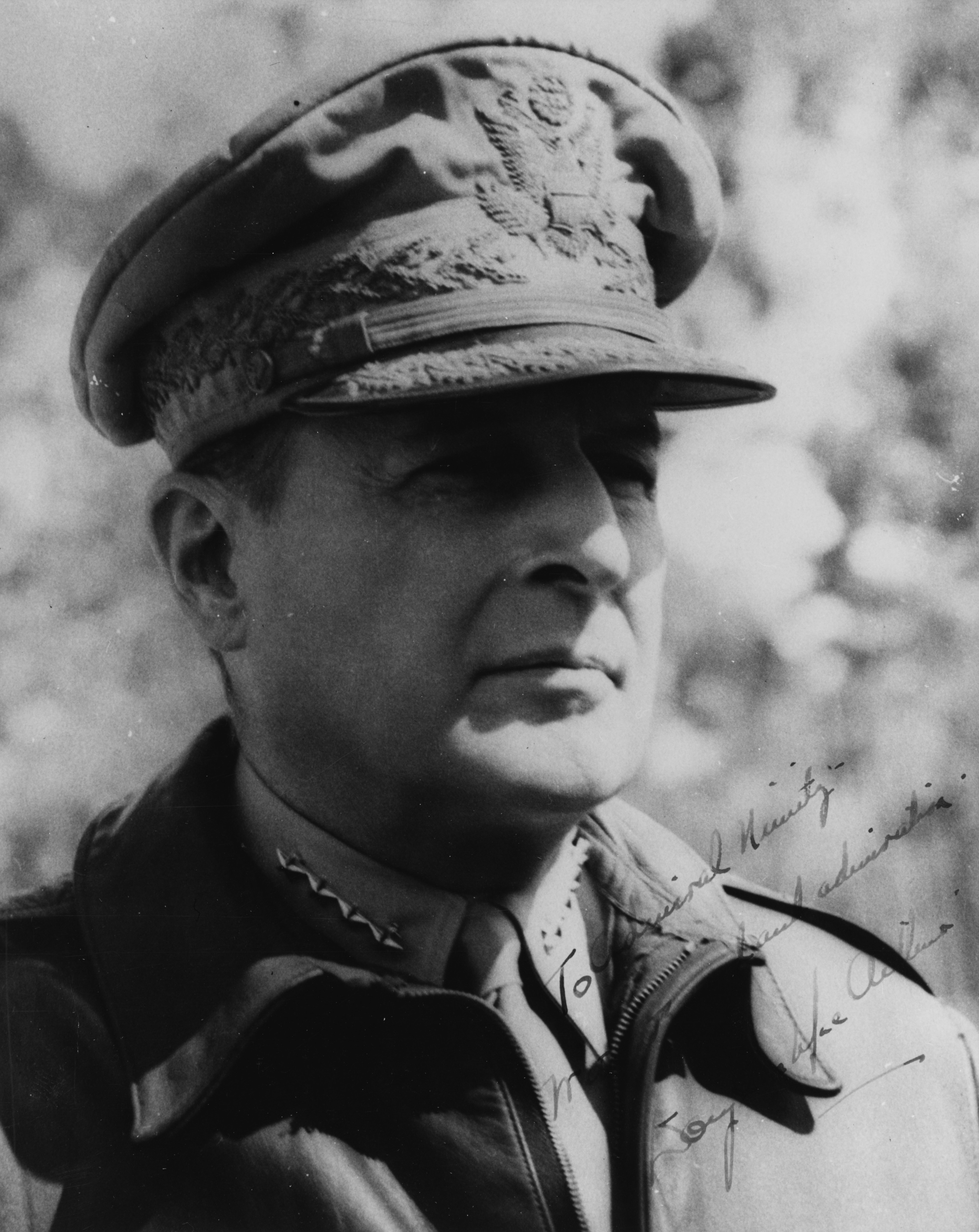
General Douglas MacArthur (1943)

Die RENO-Pläne waren Rahmenpläne des amerikanischen Generals Douglas MacArthur zur schrittweisen Annäherung an die in der Anfangsphase des Pazifikkrieges im Zweiten Weltkrieg von den Japanern eroberten Philippinen. Insgesamt wurden unter seiner Leitung mit dem SWPA-G3 Planungsstab fünf Versionen der Pläne im Zeitraum von 1943 bis 1944 ausgearbeitet von denen im Wesentlichen die Pläne RENO III und IV umgesetzt werden konnten. Im Juli 1944 lösten die Musketeer-Pläne des GHQ zur Landung auf den Philippinen die RENO-Pläne ab.

## Vorgeschichte
Vom 7. Dezember 1941 bis Mitte des Jahres 1942 besetzten japanische Einheiten im Rahmen des Zweiten Weltkriegs die Philippinen, die malaiische Halbinsel inklusive Singapur, Niederländisch-Ostindien, Teile Neubritanniens und Neuirlands (→ Japanische Invasion Südostasiens). Die dort stationierten Truppen der USA, Großbritanniens, Australiens und der Niederlande konnten den vorrückenden japanischen Landungseinheiten kaum Widerstand entgegensetzen, so dass Südostasien bis 1945 fest in japanischer Hand war.
MacArthur, der als Militärberater auf den Philippinen eingesetzt war und erst im Oktober 1941 mit dem regulären Aufbau einer philippinisch-amerikanischen Verteidigungsarmee begonnen hatte, war von den Luftangriffen der Japaner am 8. Dezember 1941 und den zwei Tage später folgenden massiven amphibischen Landungen völlig überrascht. Als die Verteidigungslage aussichtslos wurde, zog das US-Kriegsministerium MacArthur im März 1942 von den Philippinen ab, um ihn zum Oberbefehlshaber der alliierten Truppen im Südwestpazifik zu ernennen. Sein finales Ziel war ab da die Rückeroberung der Philippinen.

## Die Pläne
General MacArthur favorisierte für sein Vorhaben die Achse Neuguinea – Mindanao. Nachdem ihm der Befehl über den Kampfraum im Südwestpazifik übergeben worden war, begann er mit entsprechenden Planungen, die amphibische Operationen entlang der Nordküste Neuguineas beinhalteten. Da der Erfolg von Landungsoperationen auf den Philippinen stark abhängig war von einer zu erreichenden Lufthoheit mussten entlang der rund 2250 km langen Nordküste Neuguineas Schritt für Schritt Flugfelder der Japaner eingenommen oder neue angelegt werden. Ein Vordringen von der Vogelkop-Halbinsel aus war in der Nordflanke vom japanisch besetzten Palau und im Osten vom japanisch besetzten Niederländisch-Ostindien bedroht.
MacArthur führte in seinen Überlegungen auch aus, dass japanische Luftangriffe von den Marshall- oder Karolinen-Inseln durch ein starkes maritimes Eingreifen abgewehrt werden könnten und so das Vorrücken nicht gefährdet wäre. Nachdem die alliierten Verbände die Vogelkop-Halbinsel verlassen hätten, würden sie durch landgestützte Flugzeuge geschützt werden, deren Basen zwischen Neuguinea und den südlichen Philippinen liegen. Die rechte Flanke läge unter dem Schutz der zu erobernden Palau-Insel, bzw. könnte durch strategische Operationen der US-Pazifikflotte gesichert werden. Deren Aufgabe wäre es ohnehin, die japanische Flotte zu zerstören oder zumindest von den Kampflinien abzuhalten. MacArthur sah beim Vorrücken über die Nordküste Neuguineas noch ein wichtiges strategisches Ziel erfüllt: die Unterbrechung der japanischen Nachschubslinien nach Ostindien.

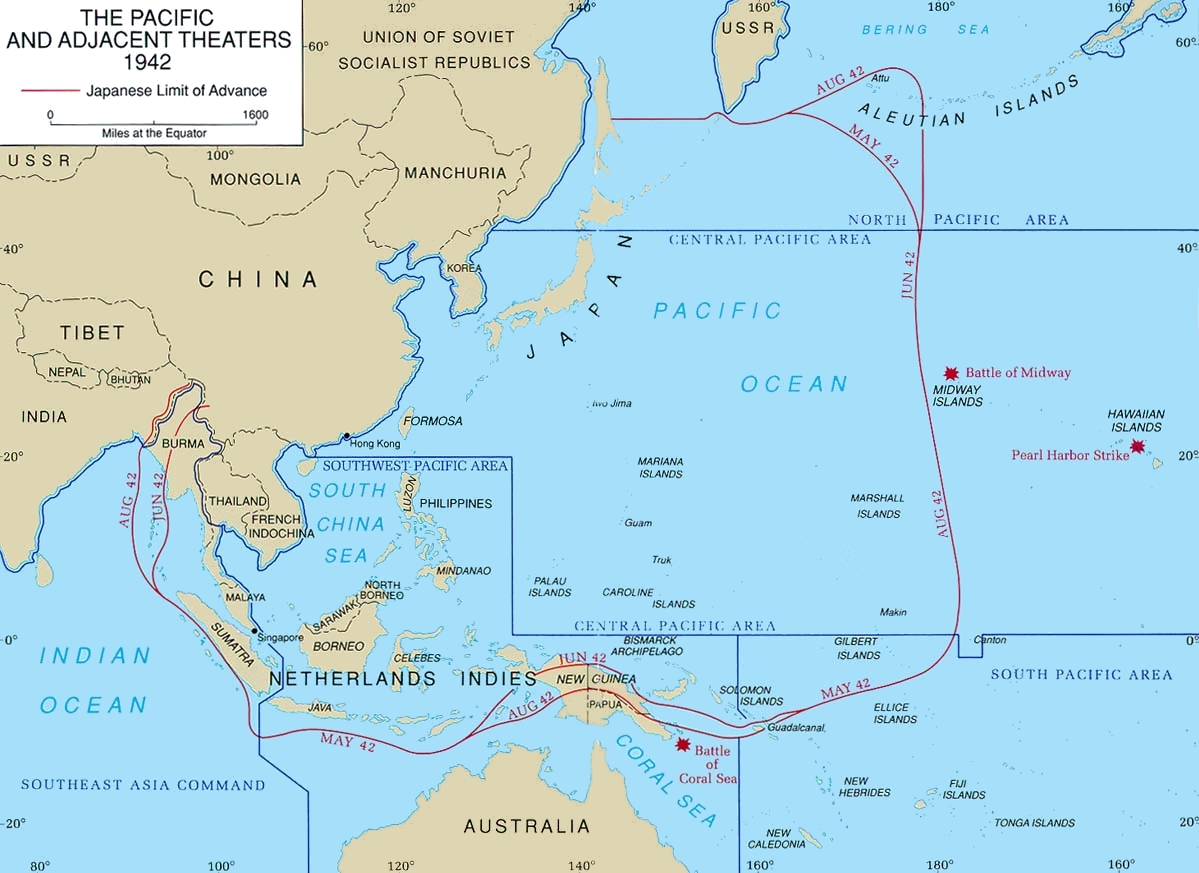
Aufteilung der Kampfräume im Pazifik (1942)

Andererseits hätte ein Vorrücken auf die Philippinen durch den Zentralpazifik über die Marshall- und Karolinen-Inseln ohne jegliche landbasierte Luftunterstützung erfolgen müssen. Diese zeitaufwendige Operation wäre mit einem unverhältnismäßig hohen Aufwand verbunden gewesen. Zudem hätte diese Vorgangsweise eine Abkehr von der bis dahin erfolgten strategischen Aufteilung in einen Zentralpazifischen und Südwestpazifischen Kampfraum bedeutet, die die Umgehung der japanischen Basis Rabaul vorsah. Abschließend sah MacArthur in diesem Konzept die Rückkehr zu alten Vorkriegsplanungen, die eine Einbeziehung Australiens als Basis für Offensivoperationen ausschlossen.
Einige Zeit lang beinhaltete MacArthurs Plan die Einnahme der Hansabucht im nordöstlichen Gebiet Neuguineas als ersten Schritt auf dem Weg zu den Philippinen und als letzten Schritt zur Umgehung von Rabaul. Im nächsten Schritt sollte ein logistisch und strategisch wichtiges Flugfeld bei Hollandia, rund 440 km nordwestlich, errichtet werden, wobei der japanische Stützpunkt bei Wewak umgangen werden sollte. Die Geelvinkbucht war als nächstes Ziel vorgesehen, um dann Flugfelder entweder auf Halmahera oder Celebes zu erobern, die strategisch günstig zwischen der Vogelkop-Halbinsel und Mindanao lagen. Um den linken Angriffsflügel abzusichern, könnten dann noch Stützpunkte auf Inseln in der Arafurasee, südlich von Westneuguinea, und Ambon, südlich von Halmahera errichtet werden.

### RENO I
Am 25. Februar 1943 präsentierte General MacArthur kurz nach Beschluss der Buna-Operation den ersten Gesamtplan, der abschließend die Einnahme der Philippinen zum Ziel hatte. Dieser Plan, ausgearbeitet vom G3-Planungsstab des SWPA, wurde RENO-Plan genannt und musste im Verlauf des Pazifikkriegs zahlreichen Revisionen, die den jeweiligen taktischen, strategischen und logistischen Situationen geschuldet waren, unterworfen werden.
RENO I basierte auf der Prämisse, dass die Lage der Philippinen auf dem direkten Weg von Japan zu den Rohstoffgebieten in Niederländisch-Ostindien, Malaya und Indochina eine lebenswichtige Ader darstellte, die es zu durchtrennen galt. Wer die Luft- und Seehoheit über dieses Gebiet besaß, besaß auch die Kontrolle über diesen logistischen Nachschubweg. Würde dieser Weg blockiert, so würden die japanischen Rohstoffreserven sehr schnell knapp werden und sie hätten gegen die vorrückenden Alliierten kaum mehr Verteidigungsreserven.

### RENO II
Während sich amerikanische Truppen auf New Georgia den Weg zum Munda-Flugfeld freikämpften, bereiteten die Planer in Washington die nächste Konferenz mit den Briten in Quebec vor. Zwar sollte dort hauptsächlich der Krieg in Europa im Vordergrund stehen, doch für die Amerikaner lag ein weiterer Augenmerk auf dem Krieg im Pazifik. Obwohl es bisher keine Langzeitstrategie für diesen Kriegsschauplatz gab, versuchte man, eine Abfolge von Operationen für die nächsten achtzehn Monate festzulegen, die die bereits dazu durchgeführten Studien berücksichtigen sollte. Die Hauptstrategie mittels Einnahme der Marshallinseln war bereits definiert, doch war es unklar, wohin sich die Truppen unter dem Kommando von Chester W. Nimitz danach wenden sollten. Die Operation Cartwheel legte zwar auch eine klare Linie für William F. Halsey und MacArthur fest, doch waren in der Zwischenzeit Stimmen laut geworden, die von einem direkten Angriff auf Rabaul abrieten. Um darüber weiter zu beraten, wandten sich die Planer an MacArthur.
Auf diese Anfrage legte MacArthur Anfang August 1943 eine erste Revision seines RENO-Plans vor. Sein Vorstoß auf die Philippinen war in sechs Phasen eingeteilt, deren erste Schritte denen der Operation Cartwheel glichen. Nach RENO II sollten die Ziele vor März 1944 im südwestlichen Pazifik erreicht und gesichert sein, die in Phase 1 – Kontrolle des Bismarck-Archipels inklusive der Einnahme von Rabaul und des östlichen Neuguinea – festgelegt worden waren. Phase 2 sollte dann im August beginnen. Vorgesehen war die Einnahme von Hollandia unter der Umgehung vom Wewak. Begleitende Operationen sollten die Kai-, Aroe- und Tanimbarinseln vor der Südwestküste Neuguineas betreffen. Während des Restjahres 1944 und der ersten Monate des Jahres 1945 würden im Laufe der Operationen der Phase 3 Nordwest-Neuguinea und die Vogelkop-Halbinsel eingenommen werden.

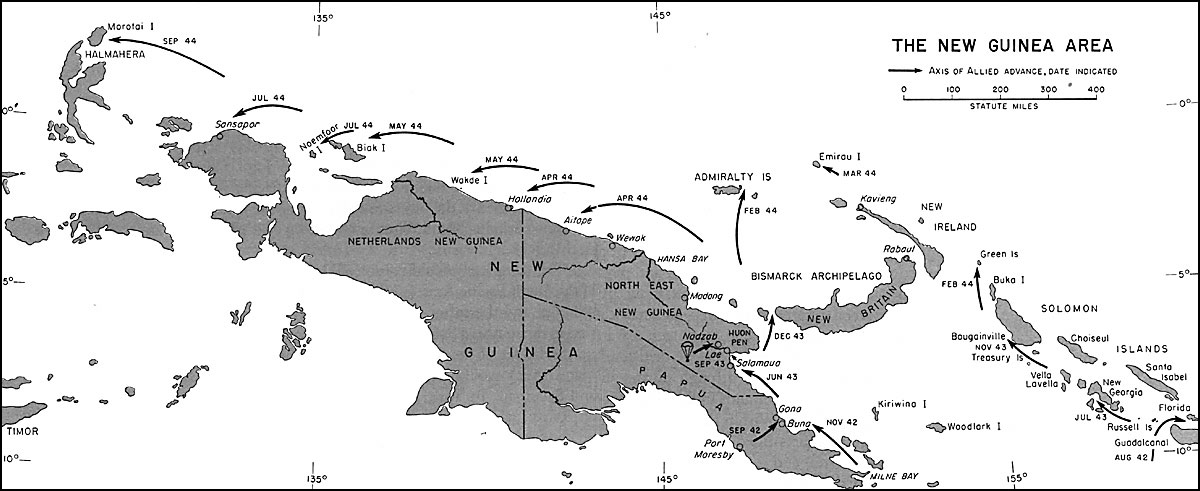
Alliierte Landungen auf Neuguinea

Während der nächsten zwei Phasen von RENO II, für die MacArthur noch kein Datum festlegte, sollten die Kräfte im Südwestpazifik ihren Vorstoß über die Achse Niederländisch-Ostindiens fortsetzen, um die Inseln zwischen Neuguinea und den Philippinen zu besetzen. Damit sollte die Kontrolle über die Celebessee errungen werden. Gleichzeitig war die Eroberung Palaus geplant, entweder von MacArthur oder Nimitz, um die rechte Flanke zum Vordringen nach Mindanao zu schützen, was die Abschlussphase von RENO II darstellte.
MacArthurs RENO II stellte klar, dass alle verfügbaren Mittel zentral eingesetzt werden sollten, um alle Handlungsmöglichkeiten zur Verfügung zu haben, da feststand, dass die geplanten Zuteilungen nur jeweils eine Operation zu einem bestimmten Zeitpunkt erlauben würden. Allerdings würde ein konzentrierter Einsatz aller alliierter Kräfte die Grenzen verschieben und das Kriegstempo erhöhen. Dennoch zeigte der Plan, dass Mindanao erst 1945 oder sogar später erreicht werden konnte, aber Rabaul und die Admiralitätsinseln schon vor Sommer 1944 von den Alliierten eingenommen sein sollten.

### RENO III
Auch RENO III ging auf Entscheidungen der Joint Chiefs of Staff auf der Quadrant-Konferenz in Quebec zurück. General Marshall übermittelte am 19. Oktober 1943 folgende Nachricht an General MacArthur:

“Certain papers delivered to you by Colonel Ritchie contain quadrant decisions covering operation against the Japanese. It is requested that you forward by 1 November 1943 outline plans for your operations to seize Kavieng and Admiralty Islands and for your advances in New Guinea as far west as Vogelkop .... This information is necessary for the integration of operations in your area with other approved operations against the Japanese in 1943-1944, particularly those to be conducted in the Japanese Mandates.”

„Einige Unterlagen, die an Sie durch Colonel Richie übergeben wurden, enthalten Entscheidungen der Quadrant-Konferenz, die Operationen gegen die Japaner betreffen. Es wird darum gebeten, dass Sie noch vor dem 1. November 1943 Rahmenpläne nachsenden, die Kavieng und die Admiralitätsinseln betreffen, sowie Ihre weitere Vorgehensweise im Westen Neuguineas bis Vogelkop.... Diese Information ist für die Koordination von Operationen in Ihrem Gebiet mit weiteren genehmigten Operationen gegen die Japaner im Zeitraum von 1943 bis 1944 wichtig, besonders diejenigen, die im japanischen Mandatsgebiet durchgeführt werden sollen.“

Dazu übermittelte Marshall drei strategische Punkte, um Japan vom Gebiet Malaya-Niederländisch-Ostindien zu isolieren:
1. Eroberung oder Neutralisierung Ost-Neuguineas so weit wie möglich westlich Wewak, inklusive der Admiralitätsinseln und dem Bismarck-Archipel; Neutralisierung von Rabaul, vorrangig der Eroberung.
2. Vorrücken über die Nordküste Neuguineas, so weit westlich bis zur Vogelkop-Halbinsel mittels aus der Luft geführter amphibisch unterstützter Sprünge.
3. Vorbereitung der luft- und seegestützten Eroberung von Mindanao.

Unsere abschließende Operation ist es, so führte er weiter aus, die südlichen Philippinen zurückzuerobern und Japan vom Gebiet Malaya-Niederländisch-Ostindien zu isolieren.

### RENO IV
RENO IV war eine direkte Reaktion auf die gelungene Landung bei Hollandia am 22. April 1944 (Operation Reckless) und die größtenteils erfolgreiche Ausschaltung der 4. japanischen Luftflotte in diesem Gebiet. Es wurde hauptsächlich eine zeitliche Straffung, jedoch wurden keine neuen Operationen oder gar eine Änderung der Gesamtstrategie beschlossen.

### RENO V
MacArthur erarbeitete im Sommer 1944 eine weitere Fassung seines Plans, die jedoch nie veröffentlicht wurde. Anfang Juli 1944 fand eine Konferenz mit allen Repräsentanten des Zentralpazifischen Kampfraums statt, die den Plan MacArthurs zu see- und luftgestützten Landungen auf den südlichen Philippinen begrüßten und auf dieser Basis den Musketeer-Plan erarbeiteten. Darin waren zusätzliche Operationen für Morotai und weitere Inseln in den westlichen Karolinen geplant. Auch Luftangriffe auf Palau, Yap und Ulithi wurden in den Plan integriert.